# Município de Shawnee (condado de Allen, Ohio)
O município de Shawnee (em inglês: Shawnee Township) é um município localizado no condado de Allen no estado estadounidense de Ohio. No ano de 2010 tinha uma população de 12.433 habitantes e uma densidade populacional de 163,94 pessoas por km².

## Geografia
O município de Shawnee encontra-se localizado nas coordenadas 40° 41′ 29″ N, 84° 10′ 14″ O. Segundo a Departamento do Censo dos Estados Unidos, o município tem uma superfície total de 75.84 km², da qual 75.06 km² correspondem a terra firme e (1.02%) 0.77 km² é água.

## Demografia
Segundo o censo de 2010, tinha 12.433 habitantes residindo no município de Shawnee. A densidade populacional era de 163,94 hab./km². Dos 12.433 habitantes, o município de Shawnee estava composto pelo 91.18% brancos, o 4.42% eram afroamericanos, o 0.14% eram amerindios, o 2% eram asiáticos, o 0.02% eram insulares do Pacífico, o 0.58% eram de outras raças e o 1.66% pertenciam a duas ou mais raças. Do total da população o 1.57% eram hispanos ou latinos de qualquer raça.